# 國家講座
國家講座為中華民國教育部提升大學教職人員教學及研究水準的一項獎勵，為中華民國層級最高的教學獎勵，也是僅次於中央研究院院士的學術榮譽。

## 背景
依據中華民國法律《大學法》規定，中華民國教育部於1997年設立「國家講座」，除了提升教授個人的教學、研究水準外，也希望提升大學發展各自特色。
根據規定，國家講座主持人需要具備下列身份：
1. 中央研究院院士；
2. 曾獲得教育部學術獎；
3. 在學術上或專業領域上有傑出貢獻或聲望卓著。

國家講座主持人大多以國立大學資深現任或退休教授為主；其中也有不少在校任教的中央研究院院士申請，或是隨後獲得中央研究院院士榮銜。

## 實施
國家講座主持人由各校及教育部推荐，並由教育部組成審查小組，一年名額上限為10人。每一任國家講座為期3年，每年提供獎助金新台幣100萬元。主持人獲得獎勵金上限為獎助金之50％，其餘為行政、人事支出；但如果主持人離開大學教學職務，獎助金即停止。主持人若有需要，可以繼續申請一次，期滿不再提供獎助金；第二次獲任者為終身榮譽國家講座。

## 名錄
教育部國家講座的主持人通常會自稱「國家講座教授」，大多也將此當成教學生涯中的重要頭銜之一。

## 外部連結
- 教育部高等教育司  國家講座與學術獎（页面存档备份，存于）